# Rimpatrio dei civili italiani dall'AOI

Il Giulio Cesare, uno dei quattro transatlantici utilizzati per le missioni

Il rimpatrio dei civili italiani dall'Africa Orientale Italiana fu una missione umanitaria svolta da quattro navi bianche italiane, ufficialmente denominata "missione speciale AOI", effettuata dall'aprile 1942 all'agosto 1943, durante la seconda guerra mondiale, svolta circumnavigando l'Africa.

## Storia

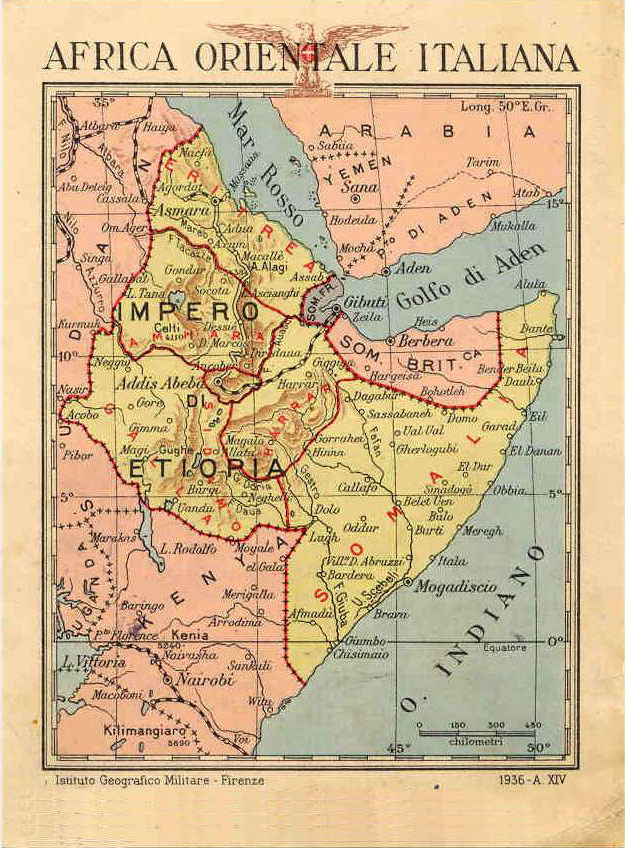
Mappa dell'Africa Orientale Italiana

Dopo la resa delle forze italiane in Africa orientale, al comando del duca Amedeo d'Aosta nel maggio 1941, gli inglesi fecero prigionieri e internarono i militari. Rimasero circa 30 000 donne, vecchi e bambini italiani, per i quali il governo britannico dichiarò di non potere provvedere alla logistica, all'assistenza sanitaria, al mantenimento e anche alla loro sicurezza contro gli indigeni, e che, se non fossero stati rimpatriati, avrebbe dovuto trasferirli nelle loro colonie in Australia e India. In quei mesi nel campo di internamento di Dire Daua un centinaio di bambini italiani erano deceduti per una epidemia di morbillo.
Nel marzo 1942 furono quindi requisiti dal governo italiano i transatlantici della Società Italia e della Lloyd Triestino Vulcania, Duilio, Giulio Cesare e Saturnia e trasformati in parte in nave ospedale con 150 posti letto ciascuno.
L'organizzazione fu affidata al Ministero dell'Africa Italiana, a quello degli Esteri e a quello della Regia Marina e alla Croce Rossa italiana, coordinati dal Regio commissario per la "missione speciale AOI" Zeno Garroni.
Dall'aprile 1942, in accordo con le forze britanniche, partendo da Genova (il Duilio e il Saturnia da Trieste) iniziarono il servizio di rimpatrio di civili internati (specialmente donne e bambini) e di soldati italiani seriamente feriti dall'Africa Orientale Italiana, con la protezione della Croce Rossa Internazionale. Il capo missione era l'ex governatore della Somalia italiana Francesco Saverio Caroselli.
I servizi sanitari a bordo erano coordinati dal generale medico Alcibiade Andruzzi.
Sostavano a Gibilterra, dove imbarcavano una piccola missione inglese, e alle isole Canarie o di Capo Verde, circumnavigavano il Capo di Buona speranza, quindi rifornivano a Port Elisabeth e giungevano ai porti di Massaua e Berbera per circa 10.500 miglia. 
Infatti dal momento che gli Alleati temevano un autoaffondamento delle unità di cui sopra nel Canale di Suez, che sarebbe così stato forzatamente chiuso per mesi, per raggiungere l'Africa Orientale le quattro navi erano obbligate dai trattati a compiere la circumnavigazione dell'Africa.
Venivano imbarcati circa 2.500 profughi a nave. Il rientro avveniva prima a Napoli e poi a Genova.
La terza e ultima missione si concluse a Taranto l'11 agosto 1943, per il Saturnia e il Vulcania, il 31 agosto per le altre due, completando il rimpatrio di circa 28.000 connazionali.
Tra loro il fumettista Hugo Pratt, allora adolescente, e l'arcivescovo Emilio Castellani, Vicario Apostolico di Addis Abeba.
Poche migliaia di italiani restarono in Eritrea e in Somalia, nessuno in Etiopia.

## Missioni
- Aprile - giugno 1942
- Settembre 1942 - gennaio 1943
- Maggio - agosto 1943